# 桦叶荚蒾
桦叶荚蒾（学名：Viburnum betulifolium）为五福花科荚蒾属的植物，为中国的特有植物。分布于中国大陆的陕西、云南、四川、西藏、甘肃、贵州等地，生长于海拔1,300米至3,100米的地区，一般生于山谷林中或山坡灌丛中。

## 变种
- 卷毛荚蒾（学名：Viburnum betulifolium var. flocculosum）为忍冬科荚蒾属下的一个变种。